# Mambrilla de Castrejón
Mambrilla de Castrejón ist ein Ort und eine Gemeinde (municipio) mit 105 Einwohnern (Stand: 2024) im Zentrum der Provinz Burgos in der Autonomen Gemeinschaft Kastilien und León. Mambrilla de Castrejón liegt in der Comarca und der Weinbauregion Ribera del Duero.

## Lage und Klima
Die Gemeinde Mambrilla de Castrejón liegt etwa 85 Kilometer südsüdwestlich der Provinzhauptstadt Burgos in einer Höhe von ca. 840 m. Der Duero begrenzt die Gemeinde im Südosten. 
Das Klima ist gemäßigt bis warm; Regen (ca. 540 mm/Jahr) fällt übers Jahr verteilt.

## Sehenswürdigkeiten
- Kirche Mariä Himmelfahrt (Iglesia de la Asunción de Nuestra Señora) aus dem 14. Jahrhundert
- Einsiedelei der Heiligen Jungfrau von Castrejón (Ermita de la Virgen del Castrejón)

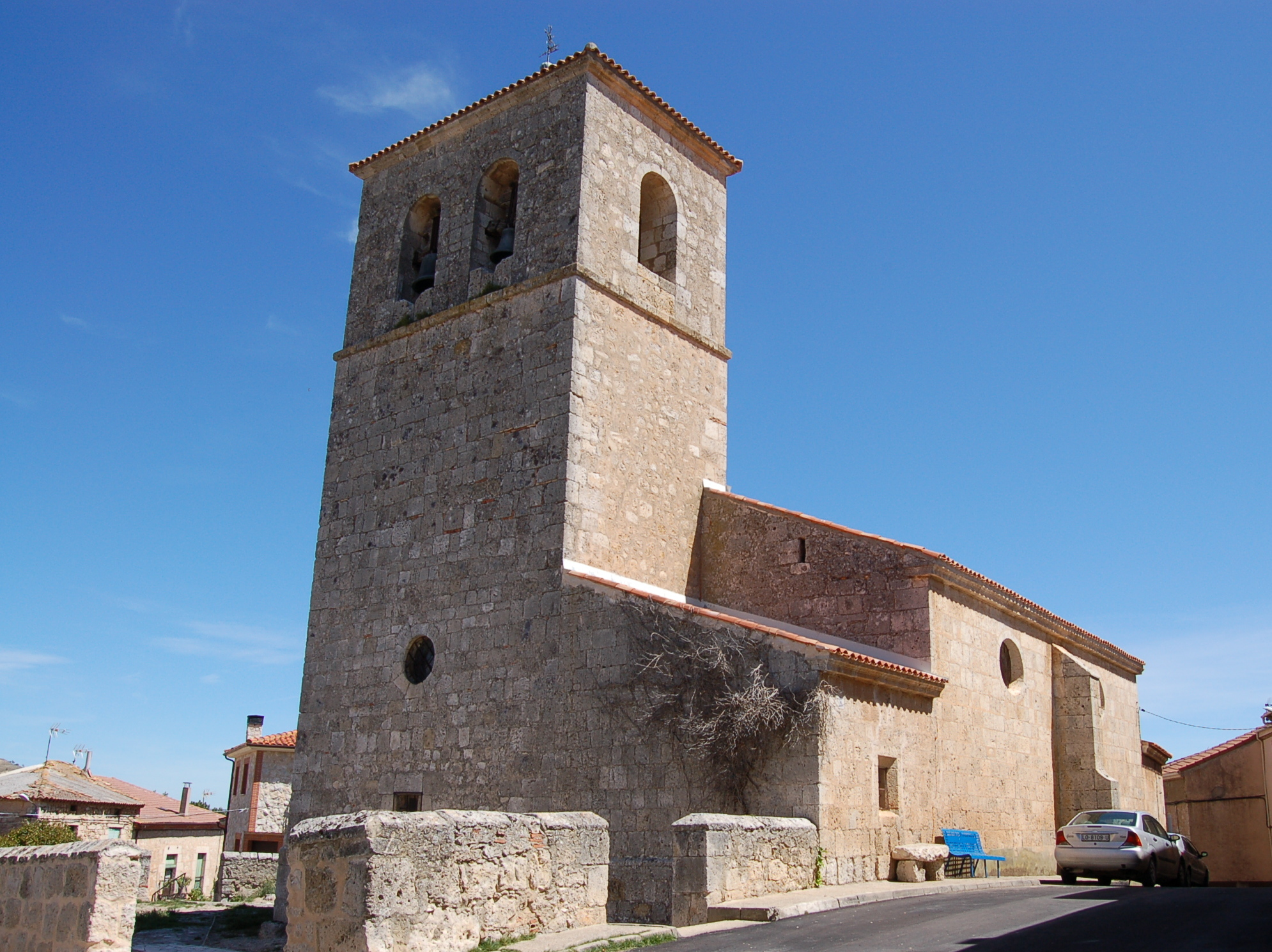
Kirche Mariä Himmelfahrt
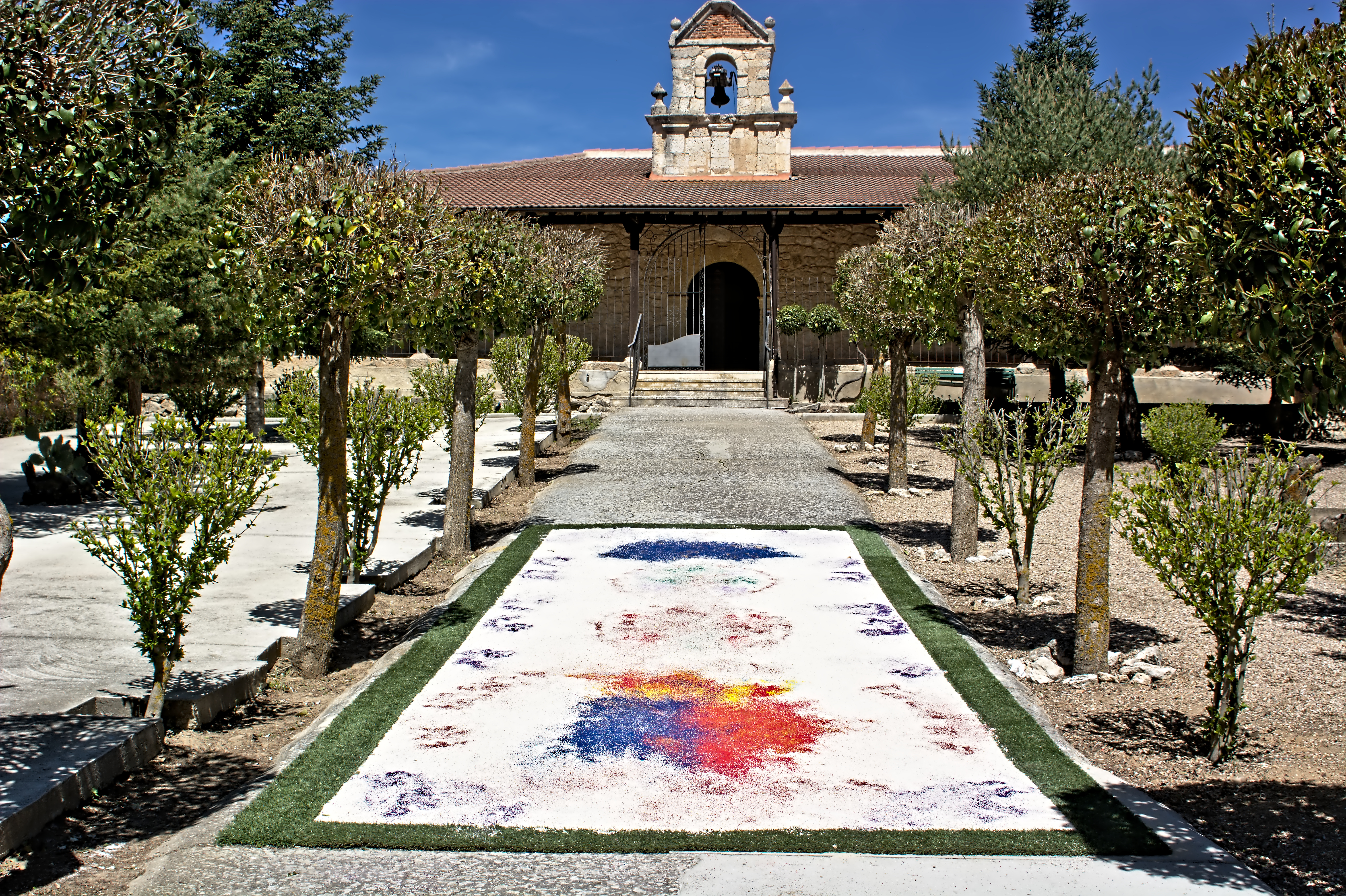
Einsiedelei

## Persönlichkeiten
- Máximo San Juan Arranz (1932–2014), Karikaturist und Schriftsteller, Vater des Schauspielers Alberto San Juan Guijarro